# Kriegerdenkmal Beelitz

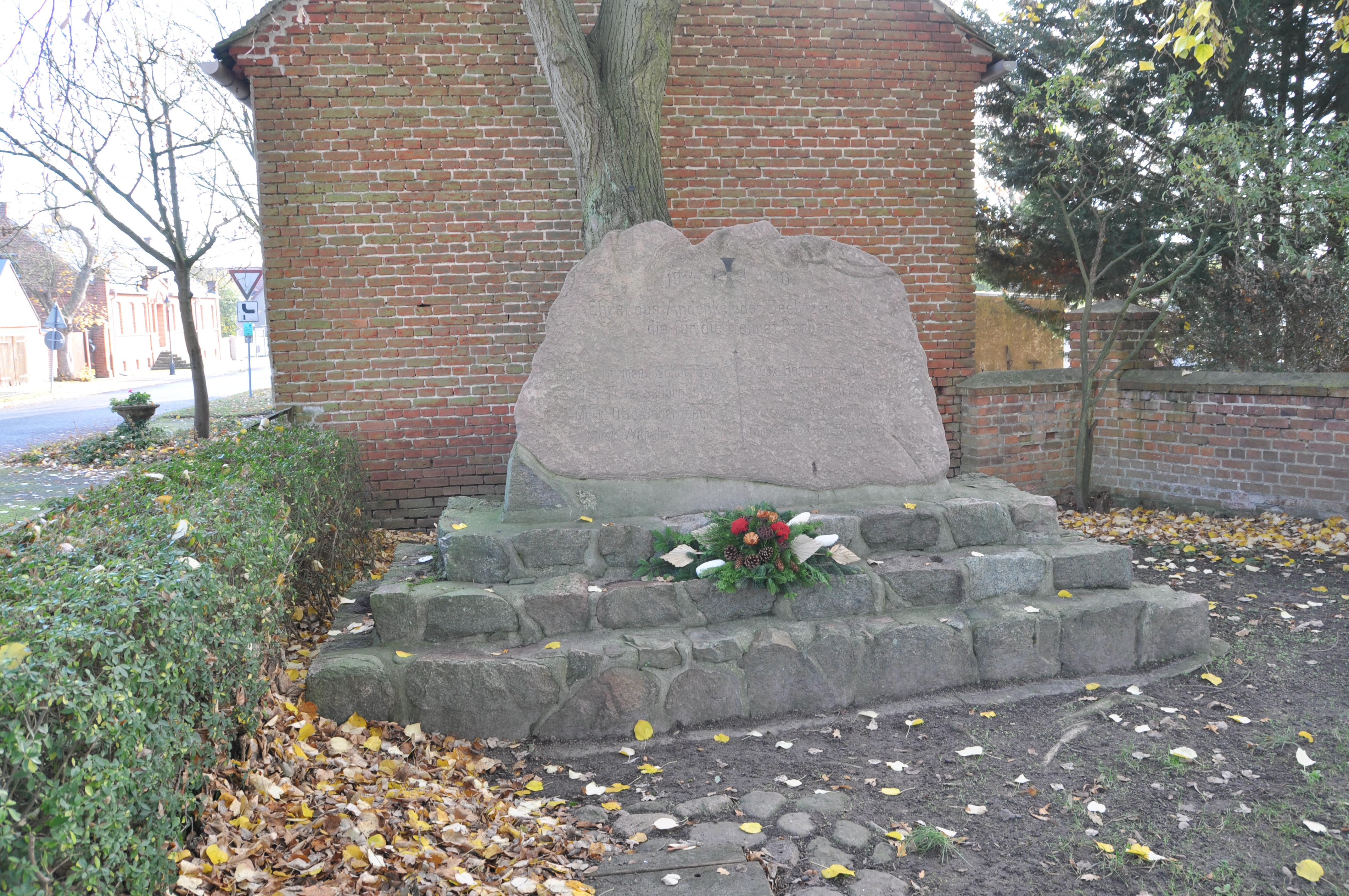

 Das Kriegerdenkmal Beelitz ist ein denkmalgeschütztes Kriegerdenkmal im Ortsteil Beelitz der Stadt Arneburg in Sachsen-Anhalt. Im örtlichen Denkmalverzeichnis ist das Kriegerdenkmal unter der Erfassungsnummer 094 76704 als Kleindenkmal verzeichnet.
Das Kriegerdenkmal in Beelitz befindet sich an der Dorfstraße vor der Kirche des Ortes. Es handelt sich dabei um einen Findling mit einer Inschrift und einem Eisernen Kreuz als Verzierung. Das Kriegerdenkmal wurde zur Erinnerung an die acht gefallenen Soldaten im Ersten Weltkrieg des Ortes errichtet.

## Inschrift
Ehret das Andenken der Beelitzer Helden,